# 양주덕산초등학교
양주덕산초등학교는 대한민국 경기도 양주시 덕계동에 있는 공립 초등학교이다.

## 학교 연혁
- 1963년 4월 6일 덕정국민학교 덕계분실 설립
- 1965년 3월 1일 덕정국민학교 덕계분교장 승격
- 1967년 3월 2일 덕산국민학교 승격
- 1981년 3월 10일 병설유치원 개원
- 1996년 3월 1일 양주덕산초등학교로 개칭
- 2004년 9월 1일 덕계초등학교 분리 수용(10학급 감축, 44학급 편성)
- 2013년 3월 1일 제15대 김명제 교장 취임
- 2015년 2월 13일 제48회 졸업식(졸업생 누계 8,267명)
- 2015년 3월 10일 초등 19학급(특수학급 1), 유치원 3학급(특수학급 1) 편성
- 2016년 2월 12일 제49회 졸업생까지 총 8,356명
- 2016년 3월 1일 초등 19학급(특수학급 1), 유치원 3학급(특수학급 1) 편성
- 2017년 2월 17일 제50회 졸업식 (졸업생 누계 8441명)
- 2017년 3월 1일 초등 19학급(특수학급 2), 유치원 3학급(특수학급 1)편성
- 2017년 3월 1일 제16대 이홍범 교장 취임

## 참고 자료
- 양주덕산초등학교 - 한국교육학술정보원 학교알리미